# Qui sait ? (chanson)
Pour les articles homonymes, voir Qui sait ? (homonymie).
Qui sait ?, est une chanson composée par Erick Benzi en 2000 pour Solidarité sida, et interprétée par Anggun, Patrick Bruel, Stephan Eicher, Faudel, Peter Gabriel, Lââm, Lokua Kanza, Youssou N'Dour, Nourith, Axelle Red et Zucchero.
Solidarité sida est une association qui sensibilise la jeunesse contre le SIDA en organisant diverses manifestations culturelles dont le festival Solidays. Les bénéfices du festival sont reversés à des associations de lutte contre le sida, à des programmes de prévention et d'aide d'urgence aux malades.
En 2000 en parallèle au festival, l'association sort Solidays, l'album un CD de 14 titres avec des reprises et des inédits interprétés par une trentaine d'artistes, ainsi qu'un CD single de deux titres reprenant Qui sait ?, et une reprise de Sympathy for the devil par Louis Bertignac et Paul Personne.

## Caractéristiques
Qui sait ? a été enregistré bénévolement par les différents interprètes.
La chanson est majoritairement chantée en français par tous les artistes, et certains couplets dans leurs différentes langues respectives, l'anglais par Peter Gabriel, Anggun et Zucchero, le wolof par Youssou N'Dour, l'indonésien par Anggun, l'arabe par Faudel, l'Hébreu par Nourith, le lingala par Lokua Kanza et enfin l'italien par Zucchero.

## Classement hebdomadaire
| Classement (2000) | Meilleure position |
| ----------------- | ------------------ |
| France (SNEP)     | 15                 |